# Norma (Lácio)
Norma é uma comuna italiana da região do Lácio, província de Latina, com cerca de 3.821 habitantes. Estende-se por uma área de 30 km², tendo uma densidade populacional de 127 hab/km². Faz fronteira com Bassiano, Carpineto Romano (RM), Cisterna di Latina, Cori, Montelanico (RM), Sermoneta.

## Demografia
| Variação demográfica do município entre 1861 e 2011                               |
|                                                                                   |
| Fonte: Istituto Nazionale di Statistica (ISTAT) - Elaboração gráfica da Wikipedia |